# Iynx (Mythologie)
Iynx (altgriechisch Ἴυγξ Íynx, lateinisch iunx ‚Wendehals‘), auch Jynx, ist eine Gestalt aus der griechischen Mythologie.
Sie ist nach Kallimachos die Tochter des Pan und der Echo, in der Suda der Echo oder der Peitho.
Sie wird von Hera versteinert oder in einen Vogel, den Jynx torquilla (Wendehals), verwandelt, weil sie Zeus zur Liebe mit Io verführt. Als Vogel wird sie dann auf ein Rädchen gebunden und zum Liebeszauber verwendet. Aphrodite bringt dieses Iynx genannte Rädchen zu Jason, der Medeia damit dazu bringt, ihn zu lieben.